# Революция 1905 года в Красноярске
Революция 1905 года в Красноярске — один из эпизодов революции 1905—1907 года в России. События произошли перед выборами в городскую думу. Основное требование участников событий — равные избирательные права.

## История

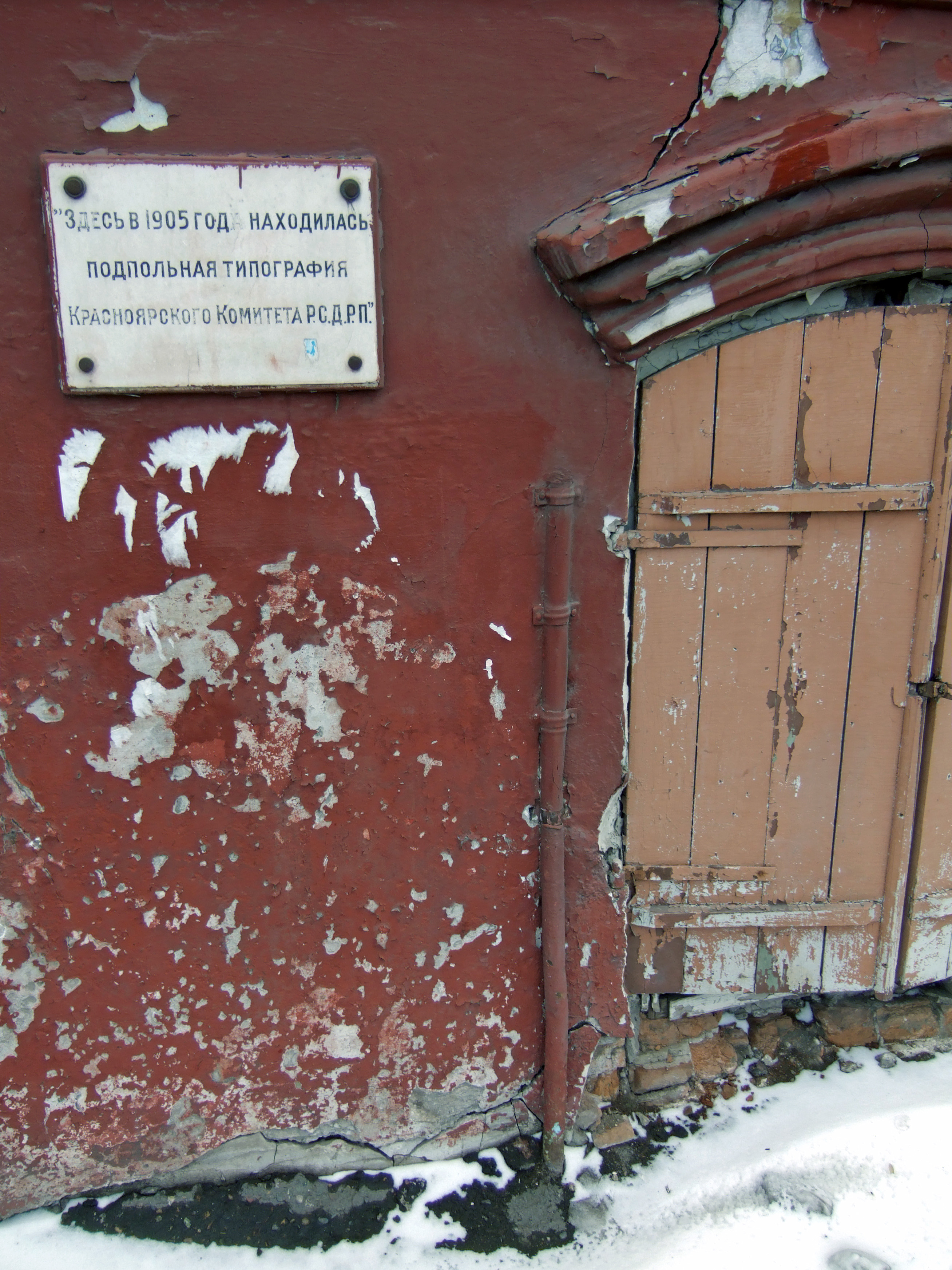
Здание, в котором находилась типография Р. С. Д. Р.П в Красноярске.

Общая забастовка началась в Красноярске 13 октября 1905 года и продолжалась 14, 15 и 16 октября. 17 октября забастовка прекратилась, но 19 октября возобновилась с большим размахом — к забастовке присоединились все учащиеся.
17 октября 1905 года обнародован Высочайший Манифест Об усовершенствовании государственного порядка.
В Пушкинском народном доме начались ежедневные митинги. Митингами руководит красноярский комитет социал-демократической рабочей партии. Впоследствии социал-революционеры также организовали комитет и собирали митинги.
На митингах ораторы заявляли, что свободы, дарованные манифестом 17 октября не могут быть реализованы из-за отсутствия законов и противодействия бюрократии. Появились требования организации учредительного собрания на основах всеобщего избирательного права. В то время существовал имущественный ценз для выборщиков. В Красноярске избирательными правами на выборах 1902 года обладали 405 человек из 50 000 населения города. В Москве и Санкт-Петербурге избирательный ценз был равен 3000 рублей, в более мелких городах — 1500 руб. На 4 декабря 1905 года назначены выборы гласных городской Думы на 1906—1909 годы.
19 октября 1905 года городская дума созвала экстренное заседание по поводу манифеста 17 октября о даровании политической и гражданской свободы.
21 октября гласный городской думы черносотенец, крупный коммерсант и профессор духовной семинарии Афанасий Смирнов организовал «патриотическую» манифестацию. Около 5 часов вечера манифестанты пришли на митинг в Народный дом. У входа в театр организаторы митинга выставили вооруженную охрану. Началась перестрелка. Черносотенцы не смогли войти в здание театра, и начали избивать прохожих на улице. По данным газеты «Сибирские врачебные ведомости», было убито 10 человек, ранено и избито около 40. По данным других газет погибших было 14 человек. Через несколько дней к уголовной ответственности привлекли организатора «манифестации». В Смирнова стреляли неизвестные, он получил ранение в ногу и умер до суда.
Черносотенцы стали рассылать списки предназначенных к убийству лиц. В городе появились конные патрули народной дружины. Народный дом, по распоряжению губернатора закрыт.
Митинги были перенесены в сборно-паровозный цех при красноярских железнодорожных мастерских. Они вмещали до 20 тысяч человек. Митинги стали популярными среди населения. Организаторам митингов подавали прошения по самым разным вопросам. Рассмотрение запросов происходило публично в присутствии жалобщика и ответчика. Иногда вопрос казался недостаточно выясненным на митинге, и тогда посылались особые делегаты для выяснения подробностей, после чего вопрос снова рассматривался в публичном собрании. Так, например, удалось ввести 8-часовой день на железной дороге.
8 ноября 1905 года в должность вступил новый губернатор Енисейской губернии В. Ф. Давыдов.
В это время по железной дороге из Маньчжурии выводились войска. 24 ноября на митинг в сборно-паровозном цехе в количестве трёх рот прибыл 3-й железнодорожный батальон.
На митинге 1 декабря было предложено создать выборную комиссию от граждан Красноярска.
На митинге 4 декабря, в котором участвовало около 5000 человек, было предложено создать Учредительное собрание. На митинге постановили: захватить революционным путём различные права, в том числе и городское самоуправление.
6 декабря 2-й железнодорожный батальон явился на митинг в полном составе, с оружием и с красным флагом. Был создан «Объединённый совет от солдат и рабочих».
8 декабря началась забастовка 2-го железнодорожного батальона. В Красноярске установилось двоевластие: власть официальная, правительственная, и с другой стороны «Объединённый совет от солдат и рабочих» во главе с Андреем Кузьминым.
Вечером 8 декабря «Объединенный совет от солдат и рабочих» захватил губернскую типографию. Губернатор (в частной типографии) и «Объединенный совет от солдат и рабочих» печатали свои воззвания, сообщения и объявления.
9 декабря состоялась демонстрация протеста против городских дум, избираемых по имущественному цензу, смертных казней и военных положений. Сборный пункт был назначен в сборно-паровозном цехе. Туда же пришёл в полном вооружении и железнодорожный батальон. Многотысячная процессия с многочисленными красными знаменами направилась на Воскресенскую улицу (ныне пр. Мира).
10 декабря был напечатан первый номер газеты «Красноярский рабочий». Газета печаталась в губернской типографии в количестве 6000 экземпляров и продавалась на улицах. Ученическая организация начала издавать свой печатный орган «Светоч», который печатался в одной из красноярских частных типографий.
Обязанности по охране Красноярска вместо полиции выполнял 2-й железнодорожный батальон, избравший прапорщика Кузьмина в руководители.
«Объединенный совет от солдат и рабочих» объявил полную свободу печати, организовал комиссию для подготовки выборов.
О своём решении прислать представителей в Центральную комиссию по проведению выборов заявили: 12 декабря — почтово-телеграфные чиновники, 13 декабря — Общество взаимопомощи учащимся и местное отделение российского учительского союза, Союз чиновников, 14 декабря — Союз приказчиков, 15 декабря арендаторы городской земли. Мещане на своём митинге в Народном доме 18 декабря не смогли выбрать представителей для участия в избирательной комиссии. 15 декабря на заседании городской думы было принято решение не принимать участия в деятельности Центральной комиссии, но послать туда своих наблюдателей.
Центральная комиссия по проведению выборов набрала 150 счётчиков для составления списков избирателей. Возникло множество споров о возрасте, начиная с которого гражданин может принимать участие в выборах. Также рассматривался вопрос о предоставлении избирательных прав лицам, осужденных судом. После оживлённых обсуждений комиссия приняла решение допустить к выборам «опороченных по суду» и достигших возраста 20 лет.
18 декабря в Красноярск пришли новости о подавлении московского восстания. Губернатор торопил красноярский полк, возвращавшийся из Маньчжурии.
21 декабря в № 12 газеты «Голос Сибири» было сообщено, что красноярская полиция обезоружена. Шашки и револьверы приставов, жандармов и городовых сданы народной охране.
22 декабря счетчики раздали жителям переписные карточки и 23 декабря получили их обратно.
24 декабря вышел последний номер газеты «Красноярский Рабочий». В город прибыл Красноярск-омский полк. В городе появились военные патрули. Народный дом был окружен солдатами, которые никого не пропускали в здание. Вечером губернатор занял почту.
25 декабря Красноярский полк останавился на соседней железнодорожной станции. Появились слухи о готовящемся взрыве железнодорожного моста. Полк пошёл в Красноярск в пешем строю.
26 декабря губернатор занял губернскую типографию.
27 декабря в город вошли оставшиеся части Красноярского полка под командованием генерала Редько. Войска заняли продовольственный пункт 2-го железнодорожного батальона. Готовилось разоружение солдат 2-го железнодорожного батальона. Чтобы избежать разоружения ночью солдаты ушли в здание сборно-паровозного цеха.
28 декабря многие жители Красноярска пришли в сборно-паровозный цех и привезли с собою еду для солдат и рабочих. Ученицы фельдшерской школы пришли в цех, и остались там с целью оказывать медицинскую помощь раненым. То же сделали несколько врачей. В 6 часов вечера сборно-паровозный цех окружён правительственными войсками.
29 декабря Социал-Демократический комитет выпустил воззвание к гражданам с призывом протестовать против осады всеобщей городской забастовкой, бойкотом офицеров и отказом платить налоги, которые должны были взиматься 1—2 января 1906 года. Жители города охотно отдали деньги и продукты, но забастовка не началась.
Генерал-губернатор Левенштам начал переговоры с осаждёнными рабочими. С солдатами генерал-губернатор вести переговоры отказался.
30 декабря генерал-губернатором назначен генерал Редько. В сборно-паровозный цех отправились две делегации переговорщиков. Осаждённые требовали:
- снятие военного положения;
- свободу собраний, слова и личности;
- продолжение выборов в думу;
- роспуска всех запасных солдат и
- вывода из Красноярска всех не приписанных к городу войск.

Генерал-губернатор открыл телеграф и почту. Часть почтово-телеграфных чиновников была арестована, часть уволена.
В ночь на 1 января были закрыты обе красноярские газеты — «Голос Сибири» и «Сибирский Край».
1 января генерал-губернатор остановил эшелон казаков. Казаки и солдаты начали штурм. В 16 часов 15 минут был занят вагонный цех в котором осаждённые получали воду. Было оцеплено здание сборно-паровозного цеха, запрещена передача продовольствия. Вечером прошло заседание городской думы. Гласные искали способы организовать помощь осаждённым. На заседании присутствовал губернатор. Он пообещал не стрелять в осаждённых.
2 января 1906 года в 9 часов утра был открыт ружейный и пулемётный огонь по сборно-паровозному цеху. Жители города собрались вокруг оцепления. Депутаты городской думы отправились на переговоры к генерал-губернатору, но он их не принял. Вечером депутаты думы смогли пройти через оцепление в сборно-паровозный цех. После долгих переговоров депутаты уговорили осаждённых сдаться — у них не было воды, температура воздуха была около 40 градусов мороза.
3 января состоялась сдача в присутствии уполномоченных от города и нескольких горожан.
Генерал-губернатор изменил условия сдачи. Было арестовано и отправлено в тюрьму около 500 человек. Со стороны осаждавших погибло 2 человека. Со стороны осаждённых было 9 раненных.
8 января 1907 года начался суд над арестованными. 3 февраля суд вынес приговоры: в отношении нижних чинов 9 приговорены к каторжным работам от 4 до 8 лет, 101 — в арестантские отделения от 1 до 3 лет, 4 — в дисциплинарный батальон, 1 к аресту на 3 дня. Лица гражданского ведомства осуждены с зачетом предварительного заключения: 45 человек — в исправительный дом от 1 до 2 лет, 37 — в тюрьму от 1 месяца до 1 года.